# PTT Bangkok Open 2005
Il PTT Bangkok Open 2005 è stato un torneo di tennis giocato sul cemento. È stata la 1ª edizione del PTT Bangkok Open, che fa parte della categoria Tier III nell'ambito del WTA Tour 2005. Si è giocato a Bangkok in Thailandia, dal 10 al 16 ottobre 2005.

## Campioni

### Singolare
Nicole Vaidišová ha battuto in finale  Nadia Petrova con il punteggio di 6–1, 6–7(5–7), 7–5

### Doppio
Shinobu Asagoe /  Gisela Dulko hanno battuto in finale  Conchita Martínez /  Virginia Ruano Pascual con il punteggio di 6–1, 7–5